# Renate Reiche
Renate Reiche (* 15. Februar 1927 in Braunschweig; † 2021) war eine deutsche Schauspielerin.

## Karriere
Reiche war Mitglied am Grips-Theater. Ihr Filmdebüt gab sie 1950 in dem Film Die Treppe. Filme wie Eskapade, Die glücklichen Tage oder Wahnsinn, das ganze Leben ist Wahnsinn folgten.
Einen gewissen Bekanntheitsgrad erlangte sie in der Rolle der Frau Laban in Werner Reinholds Mehrteiler Ein Mann kam im August und im Film Der Zauberberg, der auf der Romanvorlage von Thomas Mann beruht.
Des Weiteren war sie in Das Haus im Park, den Fernsehserien Ein Fall für Stein und Die Wache sowie einer Episode des Scheibenwischer zu sehen.

## Filmografie
- 1950: Die Treppe
- 1954: Eskapade
- 1954: Die glücklichen Tage
- 1957: Das unbewohnte Eiland
- 1976: Ein Fall für Stein (Fernsehserie, Episode Recherchen im Rottwald)
- 1976–77: Ein Mann kam im August (Fernsehserie)
- 1978: Wahnsinn, das ganze Leben ist Wahnsinn
- 1979: Kotte (TV-Film)
- 1979: Fixer (TV-Film)
- 1981: Das Haus im Park
- 1981: Total vereist
- 1982: Der Zauberberg
- 1983: Löwenzahn
- 1984: Das doppelte Pensum (laut DRA)
- 1991: Viel Rummel um den Skooter (Fernsehserie)
- 1994: Die Wache (Fernsehserie, Episode: Die Razzia)
- 1994: Lemgo
- 1995: Siebenstein (Fernsehserie)

## Hörspiele
- 1949: George Bernard Shaw: Die heilige Johanna (Johanna) – Regie: Alfred Braun (Hörspiel – Berliner Rundfunk)
- 1951: Maximilian Scheer: Der Hexenmeister – Regie: Werner Stewe (Rundfunk der DDR)